# Овде смо
Овде смо (енгл. We're Here) америчка је ријалити-телевизијска серија HBO-а у којој наступају такмичарке емисије Руполова дрег трка: Bob the Drag Queen, Eureka O'Hara и Shangela. У серији, трио дрег краљица путује по Сједињеним Америчким Државама како би регрутовао становнике малих градова да учествују у дрег-шоу програмима само на једну ноћ. Премијера је била 23. априла 2020. године. У јуну 2020. серија је обновљена за другу сезону, која је премијерно емитована 11. октобра 2021. године. У децембру 2021. серија је обновљена за трећу сезону.

## Улоге
- [1]
- [1]
- [1]

## Продукција
Дана 5. новембра 2019. HBO је најавио шестоделну ријалити-телевизијску серију у којој наступају учеснице емисије Руполова дрег трка: ,  и . Аутори серије су Стивен Ворен и Џони Инграм, а извршне продуценте чине Ворен, Инграм, Питер Логреко, Ели Холцман и Арон Седман. Логреко је такође редитељ серије. Консултантске продуценте чине Колдвел Тидикју (Bob the Drag Queen), Дејвид Хагард (Eureka O'Hara) и Д. Џ. Пирс (Shangela Laquifa Wadley).
Директорка програма HBO-а Нина Розенштајн изјавила је: „Дрег се односи на самопоуздање и самоизражавање. Много смо срећни што нашој публици можемо да покажемо трансформативну моћ уметничке форме.”
Финална епизода прве сезоне, чија је радња била смештена у Спартанбургу, заустављена је увођењем карантина због пандемије ковида 19 у САД. Епизода је уместо тога постала дискусија на Zoom-у између три водитељке о њиховим личним путовањима кроз дрег.
Дана 5. јуна 2020. HBO је обновио серију за другу сезона, која је премијерно емитована 11. октобра 2021. године. Друга сезона почела је повратком у Спартанбург.
Дана 16. децембра 2021. HBO је обновио серију за трећу сезону.

## Емитовање
Дана 19. фебруара 2020. најављено је да ће премијера серије бити 23. априла 2020. године. Серија је почела с емитовањем 24. априла 2020. у Србији.

## Епизоде
| Сезона | Сезона | Епизоде | Епизоде | Оригинално емитовање | Оригинално емитовање |
| Сезона | Сезона | Епизоде | Епизоде | Премијера            | Финале               |
| ------ | ------ | ------- | ------- | -------------------- | -------------------- |
|        | 1.     | 6       | 6       | 23. април 2020.      | 4. јун 2020.         |
|        | 2.     | 8       | 8       | 11. октобар 2021.    | 29. новембар 2021.   |

### 1. сезона (2020)
| Бр. еп. (укупно) | Бр. еп. (у сезони) | Наслов      | Редитељ       | Премијера       | Гледаност у САД (милиони) |
| ---------------- | ------------------ | ----------- | ------------- | --------------- | ------------------------- |
| 1                | 1                  | Гетизберг   | Питер Логреко | 23. април 2020. | 0,122                     |
| 2                | 2                  | Твин Фолс   | Питер Логреко | 30. април 2020. | N/A                       |
| 3                | 3                  | Брансон     | Питер Логреко | 7. мај 2020.    | 0,103                     |
| 4                | 4                  | Фармингтон  | Питер Логреко | 14. мај 2020.   | 0,130                     |
| 5                | 5                  | Растон      | Питер Логреко | 21. мај 2020.   | 0,070                     |
| 6                | 6                  | Спартанбург | Питер Логреко | 4. јун 2020.    | 0,113                     |

### 2. сезона (2021)
| Бр. еп. (укупно) | Бр. еп. (у сезони) | Наслов        | Редитељ       | Премијера          | Гледаност у САД (милиони) |
| ---------------- | ------------------ | ------------- | ------------- | ------------------ | ------------------------- |
| 7                | 1                  | Спартанбург   | Питер Логреко | 11. октобар 2021.  | N/A                       |
| 8                | 2                  | Темекјула     | Питер Логреко | 18. октобар 2021.  | N/A                       |
| 9                | 3                  | Дел Рио       | Питер Логреко | 25. октобар 2021.  | N/A                       |
| 10               | 4                  | Селма         | Питер Логреко | 1. новембар 2021.  | N/A                       |
| 11               | 5                  | Евансвил      | Питер Логреко | 8. новембар 2021.  | N/A                       |
| 12               | 6                  | Вотертаун     | Питер Логреко | 15. новембар 2021. | N/A                       |
| 13               | 7                  | Кајлуа        | Питер Логреко | 22. новембар 2021. | N/A                       |
| 14               | 8                  | Гранд Џанкшон | Питер Логреко | 29. новембар 2021. | N/A                       |